# Inventario gestito dal venditore
Scorte gestite dal venditore (in inglese: Vendor managed inventory - VMI) è una tecnica applicata in un contesto di catena di distribuzione che vede il controllo, la pianificazione e la gestione del magazzino da parte del fornitore.
Il cliente mette a disposizione del fornitore i dati sullo stato del magazzino e sulle previsioni di vendita. Il fornitore, mediante questi dati e con un piano precedentemente concordato si occupa di gestire le scorte del cliente. 
Questo sistema sfrutta il fatto che la posizione che occupa il fornitore gli permette di conoscere meglio la capacità di produzione e i tempi della sua esecuzione e dunque è in grado di gestire le scorte con maggior efficienza rispetto al cliente. 
Un altro vantaggio è che il dialogo tra cliente e fornitore comporta a quest'ultimo una migliore conoscenza del mercato. 
L'implementazione del VMI presuppone questi punti fondamentali:
- È necessario stendere un piano condiviso dove si identificano gli obiettivi delle parti in gioco
- Il cliente deve mettere a disposizione le informazioni in suo possesso correttamente e tempestivamente
- Deve essere disponibile un sistema (spesso telematico) per condividere le informazioni
- Accordarsi sulle modalità di gestione delle scorte e delle scorte di sicurezza
- Una continua revisione del sistema per valutarne le performance